# Ashes 2 Ashes
Ashes 2 Ashes (русск. Прах к праху) — комикс серии Army of Darkness, хронологически продолжающий события фильма «Армия тьмы» и являющийся прологом к комиксу Shop till You Drop Dead. Состоит из четырёх частей, выпущенных издательствами Dynamite Entertainment и Devil’s Due Publishing в июле-октябре 2004 года.

## Создатели
- Сценарий — Энди Хартнелл (англ. Andy Hartnell).
- Карандаш — Ник Брэдшоу (англ. Nick Bradshow).
- Цвет #1-2 — Этьен Сен-Лоран (англ. Etienne St-Laurent); цвет #3-4 — Джим Шаралампидис (англ. Jim Charalampidis).
- Шрифты — Джош Джонсон (англ. Josh Johnson).

## Содержание выпусков

### #1 (июль 2004 года)
Через несколько дней после своего триумфального возвращения из 1300 года Эш встречает в магазине старого знакомого мудреца из фильма Армия тьмы. Мудрец объясняет, что Эш, перемещаясь в будущее, вновь напутал с заклинанием и вернулся раньше положенного срока, буквально накануне своей поездки с Линдой в злополучный лесной дом. Старец также подтверждает, что оставлять Некрономикон в замке Кандар было ошибкой, из-за которой археолог Ноуби и смог спустя столько лет найти его и случайно выпустить в мир демонов. Чтобы исправить дело, мудрец советует забрать книгу из дома и уничтожить её в месте её создания, однако перед этим удостовериться, что другой Эш отправился в прошлое. Оба отправляются на мотоцикле вдогонку за уехавшими, однако опаздывают: мост через ущелье оказывается уже разрушен. Здесь старец возвращает Эшу забытую им в Средних Веках бензопилу, и парочка отправляется пешком через лес. Продравшись через толпы демонических зверей, Эш и старик приходят к дому Ноуби.

### #2 (август 2004 года)
В сарае Эш вновь прикручивает бензопилу к железной правой руке, затем встречает Линду, которая однако уже превратилась в дедайта, из-за чего Эшу приходится её вторично обезглавить. Тем временем деревья вокруг дома начинают оживать, свидетельствуя о том, что до открытия портала в прошлое остаётся всё меньше времени. Освободившись от ветвей, Эш и старик проваливаются сквозь крышу в дом, где встречают второго Эша. Тот принимает своего двойника за очередного демона и кидается в бой. Во время потасовки мудрец, избежав нападения ожившей руки, находит в доме Некрономикон и открывает портал в прошлое, куда всё-таки проваливается нужный Эш. После этого Эшу и старику является видение пост-апокалиптического мира, как образ того, что случится с планетой, если книга не будет уничтожена. Прихватив Некрономикон, Эш с мудрецом покидают лес и отправляются в путь к месту создания книги.

### #3 (сентябрь 2004 года)
В самолёте на пути в Египет старик рассказывает Эшу историю того, как он оказался в Детройте. Из-за неправильного произнесённого заклинания над зельем возврата, победа Эша в Средних веках оказалась временной. С помощью Шейлы, которая наравне с Артуром и Генри Рыжим превратилась в дедайта, демоны отобрали у мудреца Некрономикон, и тому чудом удалось спасти себе жизнь, сбежав в будущее. Эш тем временем замечает на крыле самолёта монстра. Несмотря на скептицизм мудреца, дедайты действительно захватывают самолёт, и тот терпит крушение в джунглях. Миновав зыбучие пески, Эш со мудрецом встречают Лицо-меж-деревьев, которое указывает им путь к искомой гробнице. У входа ожившая рука Эша, всё это время путешествовавшая в рюкзаке старца, убивает его. Похоронив соратника, Эш направляется в пещеры, где сражается с летучими мышами и толпой мумий. Рука между тем возвращает к жизни антигероя — Плохого Эша.

### #4 (октябрь 2004 года)
Пока хороший Эш пытается разгадать головоломку, открывающую дорогу к гробнице, Плохой собирает себе армию окрестных мумий, двигает её на Эша и в конце концов отбирает Некрономикон. Однако в ключевой момент через открывшийся временной портал на помощь прибывает кавалерия из Средних веков во главе со вторым Эшем, Артуром, Генри Рыжим и мудрецом, который сообщает, что один из двух Некрономиконов должен быть уничтожен в кольце огня. Оба Эша воссоединяются в одно целое. Кольцо формируется вокруг Плохого Эша посредством бензина, и тот вместе с книгой проваливается в пучины ада, пообещав отомстить. Мудрец организует портал обратно в Средние века и берёт с Эша обещание бросить оставшуюся книгу в портал вслед за уходящими туда людьми Артура и Генри. Однако Эш, соблазнившись объятьями навестившей его Шейлы, в итоге забывает про Некрономикон и оставляет его лежать в египетских песках, не устранив таким образом угрозу для себя и современного мира.